# Shaukat Siddiqi
Shaukat Siddiqi (Siddiqui), Urdu شوکت صدیقی, (geboren am 20. März 1923 in Lucknow; gestorben am 18. Dezember 2006 in Karatschi) war ein pakistanischer Schriftsteller.

## Leben und Werk

### Herkunft, Ausbildung
Siddiqi war – wie sein pakistanischer Schriftstellerkollege und Zeitgenosse Saadat Hassan Manto – nach dem Studium der Politikwissenschaft (bis 1944) und Dienst in der Armee Journalist.

### Journalist und Schriftsteller
Nach der chaotischen Teilung des Subkontinents in die Staaten Indien und Pakistan im Jahr 1947 zog Siddiqi 1950 nach Lahore in Pakistan, wo er sich mühsam durchschlug, ehe er sich in Karatschi niederließ. Aus dieser Zeit stammen seine Erfahrungen mit Armut, Kriminalität und Ohnmacht.
Seit 1952 journalistischer Mitarbeiter der Times, Pakistan Standard und Morning News in Karatschi, stieg er schließlich zum Herausgeber der Tageszeitungen Anjam und Musawaat und der Wochenschrift Weekly Al-Fatah auf, ehe er sich 1984 aus dem journalistischen Alltag zurückzog. Als aktives Mitglied der Pakistan Writers' Guild und der Progressive Writers Association begleitete er den Staatspräsidenten Zulfikar Ali Bhutto (1928–1979) auf mehreren Auslandsreisen; Bhutto war es auch, der die TV-Verfilmung seines Romans Khuda ki basti veranlasste, weil dies „genau seine Botschaft sei“.

#### Kurzgeschichten und Romane
Seine Kenntnis der Arme-Leute-Viertel von Karatschi und eines Lebens in Unsicherheit schlug sich in den zahlreichen seit den 1950er Jahren erschienenen Erzählungen und Romanen nieder. Gleich die erste Sammlung von Kurzgeschichten Tīsra Ādmī („Der dritte Mann“, 1952) machte ihn auf einen Schlag auf dem Subkontinent bekannt. Weitere Sammlungen folgten: Andhere Dur Andhere (1955), Raton Ka Shahar (1956), Keemyagar (1984) und Char Diwari (1990).

##### Khuda ki basti 1957
Sein bedeutendstes Werk ist jedoch der Roman Khuda Ki Basti (1957), der die erschütternde Leidensgeschichte einer im Zuge der Teilung des Subkontinents (1947) aus Indien geflohenen Mittelklassefamilie zum Thema hat; der Roman spielt im Karatschi der frühen 1950er Jahre und schildert ebenso akribisch wie leidenschaftslos die unsäglichen Zustände und Erfahrungen einer von Stufe zu Stufe herabsinkenden Familie. Der Titel (eigtl. „Siedlung Gottes“, in der engl. Übs. „Gottes eigenes Land“) ist eine Anspielung auf das neu gegründete Pakistan. Der Roman erlebte fünfzig Neuauflagen und wurde in 26 Sprachen übersetzt. Er wurde 1969 und 1974 zur Grundlage von zwei pakistanischen Fernsehserien, die alle Publikumsrekorde brachen und den Autor einem breiten Publikum nahebrachten. Die Fassung von 1974 wurde 1990 erneut ausgestrahlt. Nach dem Erfolgsroman wurden zwei neue Siedlungsgebiete in Hyderabad (Pakistan) und Karatschi benannt (Khuda ki basti).

##### Janglūs 1988
Der zweite Erfolgsroman Janglūs (1988) – auf Deutsch „Verwildert“ – schildert als dreibändige, als Episodenroman konzipierte Geschichte den Ausbruch zweier Sikhs aus dem Gefängnis und ihre Erlebnisse auf der Flucht durch den ländlichen Panjab. Er hat die tief gespaltene Gesellschaft Pakistans zum Thema, in der Korruption, Unterdrückung und die ungute Verbindung von Politik, Bürokratie und Großgrundbesitz dem kleinen Mann das Leben unerträglich machen. Der Roman wurde teilweise als Fernsehserie ausgestrahlt.

##### Chār Dīwāri 1990
Siddiqis letzter großer Roman, Chār Dīwāri, schildert in märchenhafter Form die Entwicklung einer naiven, jungen Frau aus der Oberschicht Lucknows zu Zeiten der Nawabs, die sich nach und nach vom überkommenen Lebensstil hinter „vier Mauern“ (so der Titel auf Deutsch) emanzipiert und sich zu einer eigenen Persönlichkeit mit starkem Charakter entwickelt.

### Würdigung, Stil
Siddiqi gilt als einer der bedeutendsten zeitgenössischen Urdu-Schriftsteller. Seine Sprache und sein Stil gelten als klar, einfach und unterhaltend. Siddiqi stand von Jugend an in der Tradition der volkstümlichen dāstān-Geschichten seiner Heimatstadt Lucknow (pers. داستان dâstân, „Geschichte, Märchen, Erzählung“), die den gerechten Kampf eines Protagonisten gegen seine Widersacher schildern.

### Familie
Siddiqi hinterließ bei seinem Tod seine Frau, zwei Söhne und drei Töchter.

## Zitate
- „In seinem Werk ist der Kampf der Klassen das wichtigste Thema, gefolgt von Verbrechen, Korruption und dem tragischen Schicksal der unterdrückten Massen. Er gilt daher auch als der Charles Dickens der Urdu-Literatur“; Haroon Ashraf in The Nation[11]

## Werke
- Kaun si Ka – Seine erste Kurzgeschichte, in der Wochenschrift Khayyam, Lucknow
- Tīsra Ādmī (1952) – Sammlung von Kurzgeschichten
- Andhere Dur Andhere (1955)
- Raton Ka Shahar (1956)
- Kamin Gah (1956)
- Khuda Ki Basti (1957) – Roman, God's Own Land, in der engl. Übs. von David J. Matthews (1991)
- Kīmyagar (1984)
- Janglūs (1988) – sozialkritischer Roman
- Chār Dīwāri (1990) – „Vier Mauern“, Roman über die Emanzipation einer Muslimfrau

## Auszeichnungen
- Kamal-i-Fun, Literaturpreis des pakistanischen Bildungsministerium, 2003[12]
- Adamjī, Literaturpreis, 1960